# 뱀파이어 클린업 디파트먼트
《뱀파이어 클린업 디파트먼트》(중국어: 救僵清道夫)는 2017년에 개봉한 홍콩의 영화이다.

## 캐스팅
- 채한억 : 팀 역
- 임명정 : 썸머 역
- 전소호 : 차우 역
- 오요한 : 충 역
- 원상인 : 생강선생 역
- 나망 : 쿠이 역
- 조학이 : M 부장 역
- 소음음 : '팀' 할머니 역
- 증지위 : 경찰 역